# Brian Epstein
Brian Samuel Epstein (ur. 19 września 1934 w Liverpoolu, zm. 27 sierpnia 1967 w Londynie) – brytyjski menedżer zespołu muzycznego The Beatles.

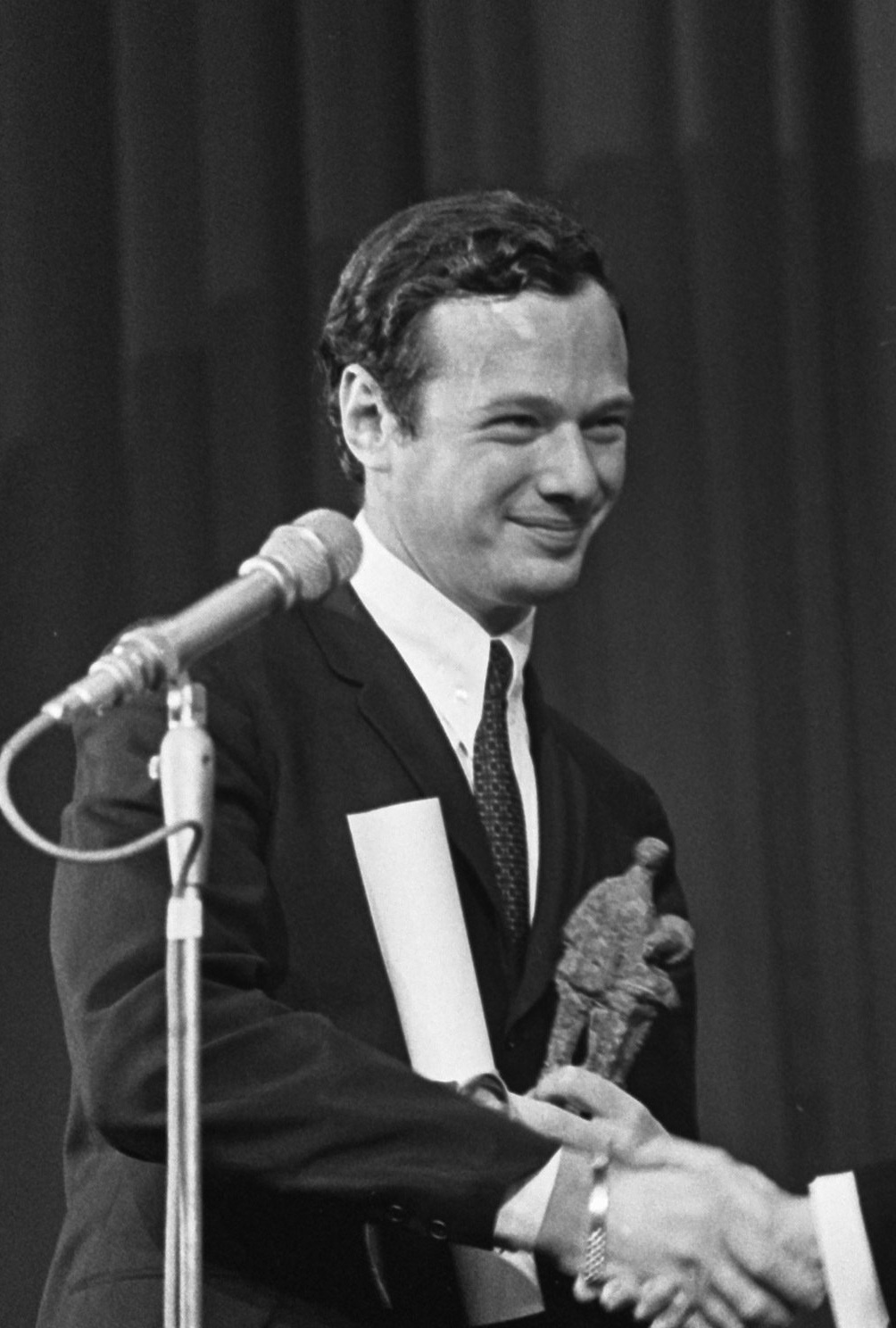
Brian Epstein (1965)

## Życiorys
Był synem Malki „Queenie” i Harry’ego Epsteinów. Pochodził z żydowskiej rodziny. Był samotnym nastolatkiem, który sprawiał problemy wychowawcze oraz był wyśmiewany i dręczony przez rówieśników i nauczycieli w szkołach. Do 15. roku życia uczęszczał do siedmiu szkół, z których w większości został wyrzucony z powodu słabych ocen. W 1948 rozpoczął naukę w prywatnej Wrekin College w Shropshire, którą opuścił w wieku 16 lat. Po zakończeniu edukacji podjął pracę zarobkową w sklepie meblowym swojego ojca. Dwa lata później rozpoczął służbę wojskową, jednak po 10 miesiącach został z niej zwolniony „z przyczyn natury psychiatrycznej”, po czym wrócił do rodzinnej firmy, tym razem pracując w niej jako specjalista od reklamy i promocji.
Przez półtora semestru uczył się w Królewskiej Akademii Sztuk Dramatycznych. Po przerwaniu studiów zaczął pracować w dziale płytowym funkcjonującym w rodzinnym sklepie w Liverpoolu, a następnie został ekspedientem w sklepie płytowym North End Music Store (kolejnym rodzinnym biznesie) w Whitechapel. Ze względu na rosnące zapotrzebowanie na album zespołu The Beatles zainteresował się muzyką grupy. 9 listopada 1961 uczestniczył w koncercie grupy w „The Cavern Club”, a w następnym miesiącu został jej menedżerem. Podejmując współpracę z zespołem, dopiero uczył się pracy w zawodzie menedżera. W październiku 1962 przedłużył z zespołem kontrakt na kolejne pięć lat. Działalność Epsteina doprowadziła do stworzenia wizerunku The Beatles i przyczyniła się do ich początkowego sukcesu, poza tym dzięki niemu grupa uzyskała kontrakt z wytwórnią płytową Parlophone. Mimo sukcesu osiągniętego przez zespół nie miał wyczucia biznesowego i naraził Beatlesów na wielomilionowe straty finansowe poprzez zawieranie niekorzystnych dla nich kontraktów handlowych.
W 1963 założył z Dickiem Jamesem, Johnem Lennonem i Paulem McCartneyem spółkę kapitałową Northern Songs, która zajmowała się dystrybucją piosenek duetu Lennon/McCartney. Utworzył też firmę NEMS Enterprises, w której zajmował się organizacją koncertów The Beatles.
Oprócz The Beatles był menedżerem grup muzycznych: Billy J. Kramer & The Dakotas, Gerry and the Pacemakers, The Fourmost, The Moody Blues oraz tria Paddy, Klaus & Gibson, a także Cilli Black.
W 1964 wydał książkę autobiograficzną pt. A Cellarful of Noise.
W styczniu 1967 podpisał umowę partnerską, na mocy której połączono jego NEMS Enterprises z firmą Robert Stigwood Organisation.

## Życie prywatne
Był gejem, co utrzymywał w tajemnicy (w Wielkiej Brytanii kontakty homoseksualne były przestępstwem do 1967) i wiedziała o tym jedynie garstka najbliższych przyjaciół, m.in. członkowie zespołu The Beatles. Pozostawał w nieformalnym związku m.in. z amerykańskim adwokatem Natem Weissem.
Cierpiał na depresję i miał myśli samobójcze, a pod koniec 1966 podjął próbę odebrania sobie życia poprzez przedawkowanie leków nasennych, jednak został uratowany. Zmarł 27 sierpnia 1967 z powodu nieświadomego przedawkowania leków nasennych, a dwa dni później został pochowany na żydowskim cmentarzu Long Lane w Liverpoolu.